# Організація єврейської колонізації в Росії

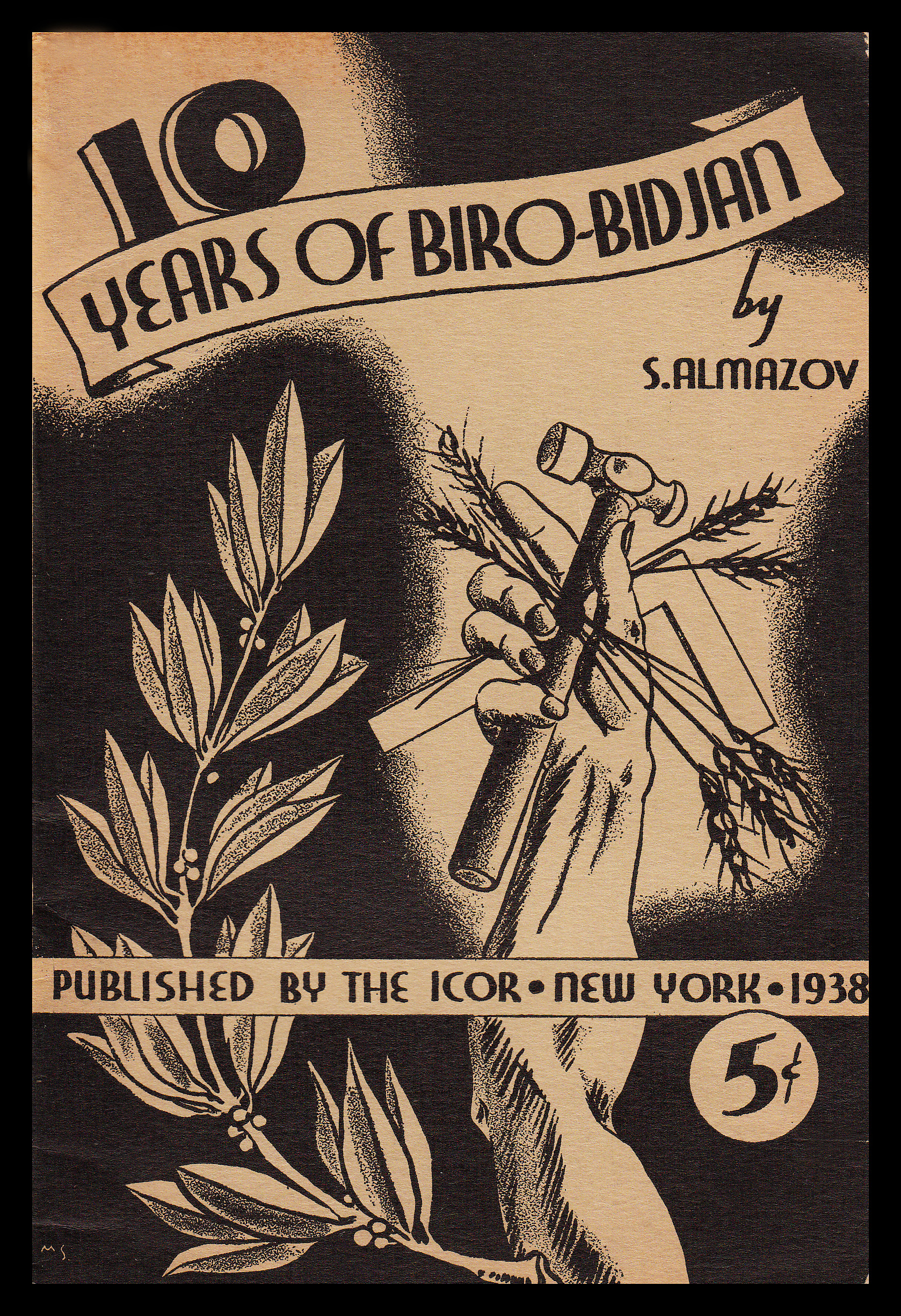
Селянські та робітничі образи на обкладинці памфлету 1938 року, опублікованого в Нью-Йорку ICOR.

Організація єврейської колонізації в Росії (їд. ייִדישע קאָלאָניזאַציע אָרגאַניזאַציע אין רוסלאַנד, Yidishe Kolonizatsye Organizatsye in Rusland), широко відома під своїм транслітерованим абревіатурою ICOR — спонсорована комуністами масова організація в Північній Америці, присвячена підтримці поселення євреїв у нових колективних поселеннях, спочатку в новоствореній Українській Радянській Республіці та на півдні Росії (Ставропольський край), а потім у Єврейській соціалістичній республіці Біробіджан у Радянському Союзі. Організація, заснована в США 1924 року, незабаром поширилася на Канаду.
1934 року первісну організацію ICOR доповнено новою організацією зі збору коштів і солідарності, Американським комітетом з поселення євреїв у Біробіджані (Амбіджан). 1946 року обидві групи об'єдналися в єдину організацію.

## Історія організації

### Заснування
Установча зустріч відбулася в Нью-Йорку в грудні 1924 року, і початковою місією організації було зібрати гроші для фінансування єврейських колгоспів у Криму та забезпечити гуманітарну альтернативу для євреїв, які стикаються з антисемітизмом у Європі. ICOR була мотивована станом євреїв Східної Європи, які зіткнулися з десятиліттями погромів і хвилювань (включно з майже десятиріччям війни) у смузі осілості та постійною загрозою антисемітизму в країнах притулку в Центральній і Західній Європі. З іншого боку, відносна безпека та гостинність у Новому Світі призвели до того, що багато хто схилявся до розсіювання єврейської культури, мови та «національності». Спочатку комітет працював у партнерстві зі своїми американськими вкладниками та радянською владою, щоб підтримати новостворені великі єврейські колгоспи в колишній смузі осілості, зокрема на півдні України та в Криму. Ці колгоспи залучили багатьох колишніх євреїв зі штетлів з України та Білорусі, які раніше втекли до великих міст у пошуках безпеки, а також тих, хто втратив засоби до існування внаслідок реквізицій та економічної реструктуризації раннього періоду радянської консолідації.
Коли 1928 року Радянський Союз відмовився від ідеї єврейського поселення в Криму і натомість схвалив можливе утворення Єврейської автономної республіки на сході СРСР, ICOR підтримала це. ICOR тісно співпрацювала з КОМЗЕТ, радянським агентством, яке сприяло поселенню євреїв, і його партнером, ОЗЕТ.
Одним із перших покровителів ICOR був Джуліус Розенвальд, президент Sears, Roebuck and Company, який вніс у ICOR понад 2 млн доларів. Розенвальд та багато інших видатних і заможних американських євреїв зробили внесок у зусилля ICOR, і їхні внески доповнили внески робітників і представників середнього класу, які читали американську пресу на їдиш, де публікувалися заклики про фінансування та підтримку.

### Розширення
1935 року канадське крило стало окремою організацією. ICOR була активною серед єврейських іммігрантів першого та другого покоління, які розмовляли їдишем, і була задумана як суперник сіоністського руху та його агітації за єврейську батьківщину в Палестині. У 1930-х роках організація також брала участь у протестах проти нацистської Німеччини та заохочувала бойкот німецьких товарів, а також збирала кошти для інтернаціональних бригад, які брали участь у громадянській війні в Іспанії.
ICOR була пов'язаною з Комуністичною партією США та Комуністичною партією Канади і в цілому дотримувався партійної лінії Комінтерну. Організація занепала після підписання пакту Молотова — Ріббентропа.

### Амбіджан
Американський комітет із поселення євреїв у Біробіджані (Амбіджан) створено 27 лютого 1934 року на зустрічі, що відбулася в готелі Ritz-Carlton у Нью-Йорку. На зустрічі виступили лорд Марлі, Дадлі Лі Аман, член парламенту від Британської лейбористської партії та головний речник проєкту Біробіджан у Сполученому Королівстві.
Головним американцем, який стояв за створенням нової організації, був Вільям В. Коен, банкір і біржовий маклер, який був конгресменом від 17-го виборчого округу Нью-Йорка від 1926 до 1928 року. Коен вважав створювану Єврейську автономну область в СРСР важливим «притулком для порятунку та реабілітації багатьох тисяч євреїв, які страждають у пеклі Центральної та Східної Європи», і підтримав створення Амбіджану своїми грошима, часом, і зусиллями.
Амбіджан розпочав офіційну діяльність у вересні 1935 року зі створення офісу, розташованого на Медісон-авеню, 285 у Нью-Йорку. Лорд Марлі став почесним президентом, а Коен — президентом організації.
Ключовою фігурою за лаштунками Амбіджану був Джейкоб М. Будіш, член Комуністичної партії США та співробітник Amtorg, нью-йоркського офісу радянського міністерства зовнішньої торгівлі в США. Тісні зв'язки Будіша з радянським послом Олександром Трояновським і посада в апараті Комуністичної партії зробили його ідеальним каналом інформації для Амбіджану щодо подій у Радянському Союзі. Влітку 1935 року Будіш вирушив у Біробіджан, щоб відвідати регіон і провести переговори з урядовцями щодо майбутньої ролі Амбіджану.
Після переговорів Будіша 1935 року радянська влада надала Амбіджану дозвіл продовжити зусилля щодо субсидування еміграції європейських євреїв до Біробіджану. Відбір поселенців, насамперед із Польщі, Литви, Румунії та Німеччини, мав здійснити Амбіджан після консультацій із радянськими офіційними особами. Амбіджан надавав грант у розмірі 350 доларів на кожну обрану сім'ю для покриття витрат на переїзд.
Зусилля Амбіджана залучили до його лав широкий спектр американців, зокрема значну частину середнього та вищого класів, дехто з яких були неєвреями. Внесок в організації становив 5$.
1946 року ICOR і Амбіджан об'єдналися.

### Зникнення
Організація не змогла протистояти антикомунізму епохи Маккарті; більш того, створення Ізраїлю 1948 року значно підвищило привабливість сіонізму як альтернативи «єврейській колонізації». Організацію розпущено 1951 року.